# Parakontikia coxii
Parakontikia coxii is een platworm (Platyhelminthes). De worm is tweeslachtig. De soort leeft in of nabij zoet water.
Het geslacht Parakontikia, waarin de platworm wordt geplaatst, wordt tot de familie Geoplanidae gerekend. De wetenschappelijke naam van de soort werd, als Rhynchodemus coxii, voor het eerst geldig gepubliceerd in 1888 door Fletcher & Hamilton.

## Synoniemen
- Rhynchodemus coxii Fletcher & Hamilton, 1888
  - Australopacifica coxii (Fletcher & Hamilton, 1888)
  - Geoplana coxii (Fletcher & Hamilton, 1888)
  - Caenoplana coxii (Fletcher & Hamilton, 1888) ("Coenoplana")